# قلعة القوات الملكية

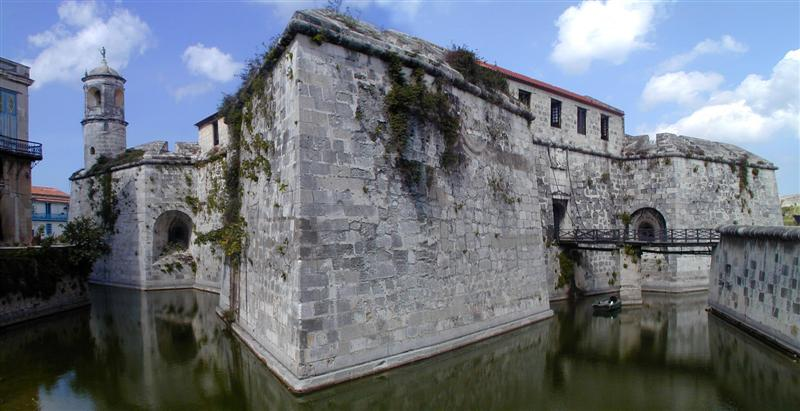
قلعة القوات الملكية في العاصمة الكوبية هافانا

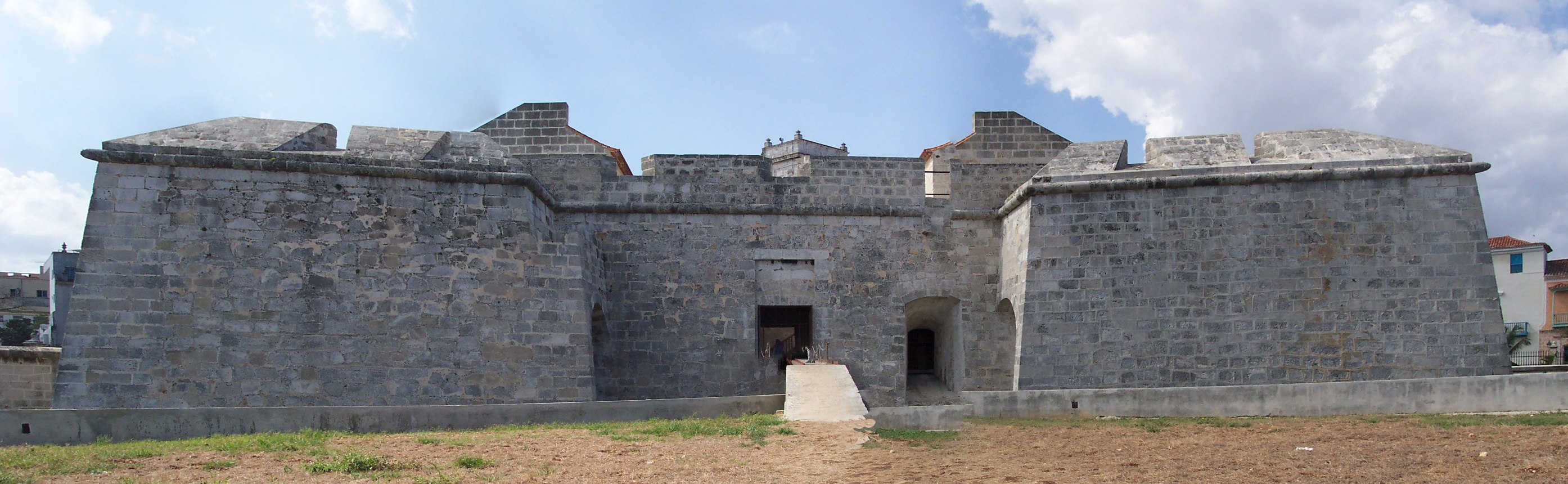
القلعة لها جدران منحدرة سميكة لصد المهاجمين.

قلعة القوات الملكية في هافانا (بالإسبانية: Castillo de la Real Fuerza)‏ ، هي قلعة تابعة للقوات الإستعمارية الإسبانية في هافانا الكوبية، وتقع على الجانب الغربي من الميناء، والمطلة على بلازا دي أرماس، كانت القوات الإسبانية بنيت هذه القلعة عام 1577م بهدف محاربة القراصنة الذين أتوا من بحر الكاريبي، وقد أدرجت مواقع التراث العالمي اليونسكو لهذه القلعة الأثرية عام 1982م.